# Pterolophia annularis
Pterolophia annularis là một loài bọ cánh cứng trong họ Cerambycidae.